# 格兰特 (阿拉巴马州)
格兰特（英文：Grant），是美国阿拉巴马州下属的一座城市。面积约为1.78平方英里（约合4.62平方公里）。根据2010年美国人口普查，该市有人口896人，人口密度为502.24/平方英里（约合193.94/平方公里）。